# Shantala Shivalingappa
Shantala Shivalingappa, née à Madras en 1976, est une danseuse et chorégraphe indienne de danse contemporaine et de Kuchipudi.

## Biographie
Elle naît à Madras d'un père longtemps diplomate à l'UNESCO, et grandit à Paris. Elle fréquente l'école Jeannine-Manuel basée à Paris, dénommée à l'époque École active bilingue. Ses maîtres sont Vempati Chinna Satyam et sa mère, Savitry Nair, avec qui elle s'est formée au Bharata natyam. Elle débute à 13 ans avec Maurice Béjart dans le spectacle 1789… et nous, présenté sous la coupole du Grand Palais. Son parcours artistique se prolonge durant son adolescence sous la houlette de Peter Brook dans l'adaptation de La Tempête, puis avec Bartabas dans Chimère (un spectacle inspiré de l'Inde), avec Ushio Amagatsu ou encore avec Pina Bausch, à 22 ans, jouant notamment sous sa direction dans O Dido. Parallèlement, elle retrouve tous les étés son maître Vempati Chinna Satyam et progresse avec son concours dans sa maîtrise des danses classiques indiennes, le Kuchipudi en particulier. Elle effectue de nombreuses tournées dans le but de faire mieux connaître cette danse. Elle est connue également pour avoir joué le personnage de Solveig dans Peer Gynt adaptée par Irina Brook et le rôle d'Ophélie dans La tragédie d'Hamlet, adaptation par Peter Brook en 2002. 
En 2010, elle conçoit, avec le chorégraphe Sidi Larbi Cherkaoui, une pièce intitulée Play, sur une idée exprimée auprès d'eux par Pina Bausch quelques années auparavant. En 2008, un ballon d’essai de vingt minutes est d'ailleurs présenté dans le festival que Pina Bausch organise alors tous les ans à Wuppertal, en Allemagne. Deux ans après, le spectacle est créé à Anvers, interprété par le duo Shivalingappa - Cherkaoui, accompagnés par quatre musiciens présents sur scène, puis interprété sur différentes scènes. Il est dédié à Pina Bausch décédée en 2009.
En juin 2018, Aurélien Bory crée au festival Montpellier Danse le spectacle aSH, qu'elle interprète et qui brosse un portrait de son art, ,.